# Apple A5

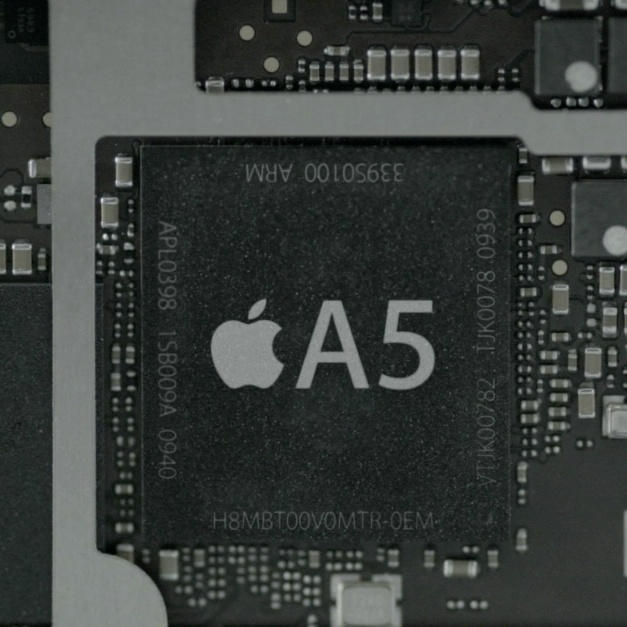
iPad mini中的32nm制程A5芯片

蘋果A5 是由美國蘋果公司所設計並由三星電子所生產的ARM處理器，用於取代Apple A4。iPad 2是使用Apple A5處理器的第一款设备，2011年10月4日推出的iPhone 4S也採用Apple A5處理器，2012年10月推出的iPad Mini仍然继续采用了Apple A5处理器，安裝該晶片裝置廣泛的販售了多年之久。
Apple A5 采用 45 及 32 奈米Core ARM Cortex-A9同步双核心架构，蘋果公司聲稱其运算性能可提升2倍，其配備有IT公司頻率為200MHz的PowerVR SGX543 MP2 GPU，绘图性能較前一代A4提升7倍之多，具备低功耗特性，支援低功耗DDR2 DRAM 。A5的成本估計比A4貴75％，但隨著產量增加，價格差異應會減少。

## Apple A5X
Apple A5X是A5的衍生版本，圖形處理器升级至PowerVR SGX543 MP4，用於iPad (第三代)。

## 产品使用
- Apple iPad 2
- Apple iPhone 4S
- Apple Apple TV 第三代
- Apple iPod touch 5
- Apple iPad mini

## 脚注
1. ↑  .   [2011-04-13]. （原始内容存档于2012-04-13）.
2. ↑  . Apple.com.   [2011-03-15]. （原始内容存档于2011-03-16）.
3. ↑  . Appleinsider.com. 2011-03-03  [2011-03-15]. （原始内容存档于2011-03-15）.
4. ↑  . Tipb.com. 2011-03-03  [2011-03-15]. （原始内容存档于2011-03-06）.
5. ↑  . Daringfireball.net. 2011-03-09  [2011-03-15]. （原始内容存档于2011-03-13）.
6. ↑  Pascal-Emmanuel Gobry. . Business Insider, Inc. 14 March 2011  [March 14, 2011]. （原始内容存档于2012-12-29）.

## 外部連結
- PCWorld – iPad 2: What's New With Apple's A5 Processor（页面存档备份，存于）